# Kissel Motor Car Company

Kissel (Кіссель) — з 1907 року американський виробник автомобілів. Штаб-квартира розташована в місті Гартфорд, штат Вісконсин. У 1930 році компанія припинила виробництво автомобілів.

## Луїс Кіссель
У 1848 році Конрад Кіссель переїжджає з Ельзасу в США, в штат Вашингтон, в 1883 році його син Людвіг Кіссель переїжджає в Гартфорд, шт. Вісконсин, де відкриває підприємство з виробництва інструментів та фермерського обладнання, типу плугів і т. д., попутно він змінює своє німецьке ім'я на ім'я Луїс, через 7 років Луїс Кіссель разом з синами Отто, Адольфом, Вільямом і Джорджем відкривають фірму Hartford Plow Works. У 1903 році брати разом з батьком будують свій перший ДВЗ, в 1904 році вони будують свій перший автомобіль, це був 4-циліндровий 18-сильний автомобіль з 3-ступінчастою коробкою передач і карданним приводом, який назвали Badger Runabout.

## Заснування компанії
У квітні 1906 року був побудований другий автомобіль, який отримав 24-сильний мотор, а в червні 1906 року Луїс Кіссель разом зі своїми синами вирішує почати виробництво автомобілів, в цьому бізнесі до них приєднався окружний прокурор Баттерфільд, і вони всі разом засновують фірму Kissel Motor Car Company, машини, як і раніше, носять ім'я Badger.
Незабаром братам, які і управляли бізнесом, вдається укласти контракт з фірмою з Чикаго — McDuffee Automobile Company, про поставку їм 100 автомобілів, перші зразки були готові в грудні 1906 року, тоді ж на демо-машини були встановлені 35-сильні агрегати.
У березні починається серійне виробництво автомобілів і їх поставка в Чикаго, де фірма «МакДаффі» встановлювала на них власні кузови. Конструкцію автомобілів розробляв Герман Палмер, що приєднався до фірми, також виходець з Німеччини, який тільки закінчив Кельнський університет.

## Початок виробництва автомобілів

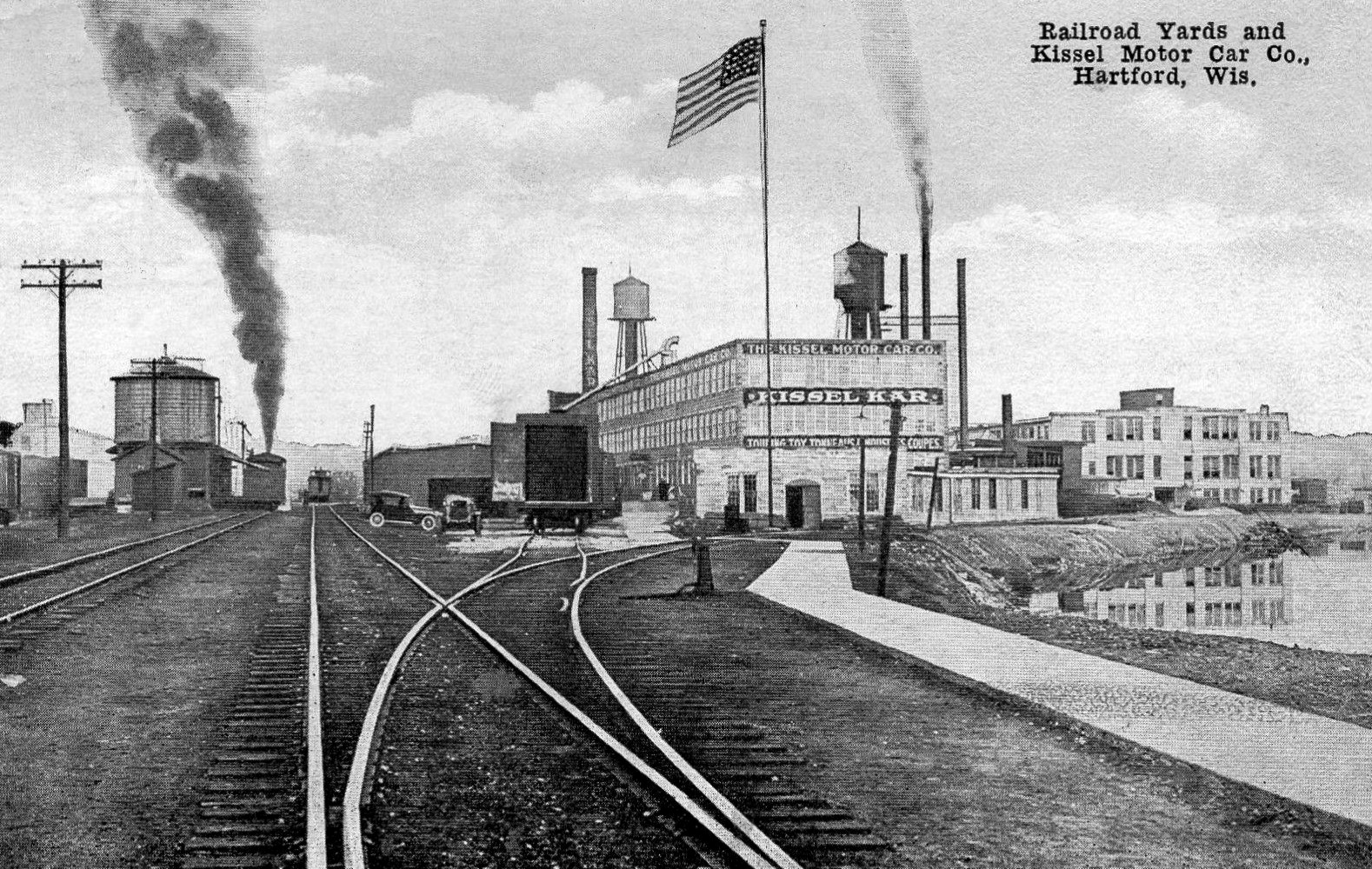
Будівля заводу Kissel

У середині 1907 року, коли контракт з McDuffee Automobile Co був закінчений, було вирішено продавати машини під брендом Kissel Kar, з прописаним останнім словом на німецький манер, причому, вони були тоді не єдиними, наприклад, фірма Kline також продавала свої машини під маркою Kline Kar. Палмер будує нову машину, яка отримує велику базу коліс — Kissel Kar Model C, на яку був поміщений колишній мотор.
У 1908 році на фірму приходить ще один німець — Фрідріх Фрітц Вернер, його батько був каретних справ майстром, сам Фрітц проходить кузовобудівну практику в Німеччині, працюючи в фірмі Opel в Рюссельсхаймі, після цього він прибув в США і став працювати на фірмі Studebaker, засновники якої також мали німецьке коріння, і ось тепер він переходить як кузовщик у фірму Kissel. Тим часом Палмер конструює 6-циліндровий автомобіль 6-60, з 8,7 л 60-сильним агрегатом, спортивний варіант цієї машини мав типовий на той момент дизайн спортивних машин США, тільки був він потужніший, ніж конкуренти.
У листопаді 1908 року один з автомобілів цієї марки бере участь у перших змаганнях в Аризоні, так званих «Cactus Derby», траса пролягала від Лос-Анджелеса до Фенікса, і була протяжністю в 500 миль, проте першим у цьому змаганні до фінішу прийшов екіпаж, виступаючий на White Steamer, однак Бігело і Латам, які виступали на Kissel Kar, приходять другими, в 1909 році також не вдалося взяти реванш, однак в 1910 році машина під управління Харві Херріка приходить нарешті до фінішу першою.
У 1910 році модельний ряд складався вже з 29-сильної моделі LD10 з 3,95 л 4-циліндровим мотором, 8,7 л з 60-сильним мотором D10 і F10 (останній мав подовжену на 10 см базу) і 8,3 л варіант з 54 к.с. під капотом — G10. У 1911 році переробляється рама автомобіля, що дозволяє знизити дорожній просвіт вдвічі, G11 і LD11 залишаються з колишніми агрегатами (6-циліндровий 8,3 та 3,95 і 4-циліндровий відповідно), а ось серія D11 отримує 38-сильну 4-ку, об'ємом 5,8 л, на базі якої будувалася спортивна версія Semi-Racer; на F11 встановлюють новий 6-циліндровий мотор, об'ємом 7,4 л і потужністю 49 к.с..

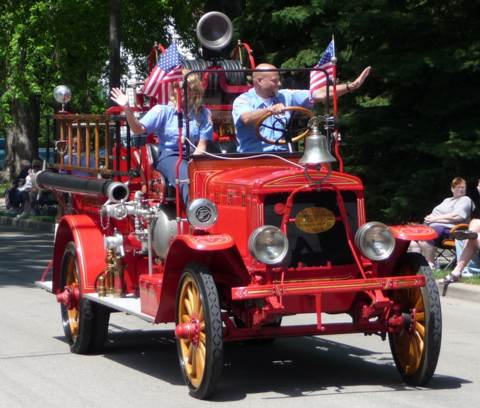
Пожежний Kissel Kar Series 50

У 1912 році модельний ряд був перейменований, так 3,95 л модель стала називатися Series 30; з'явилася модель Series 40 з мотором, рівно на літр більше; Series 50, яка також була новинкою цього року, отримала 4-циліндровий 6,1 л мотор, і завершувала програму Series 60 з 6-циліндровим 8,2 л мотором. У 1913 році Kissel стали на замовлення комплектуватися електричним стартером, який з'явився роком раніше на Cadillac, а через рік сама стає новатором — встановлює прилади з підсвічуванням, електричне живлення отримують і фари автомобіля, а рульове управління переноситься на ліву сторону. У 1914 році з'являється і нова модель Series 48 з 6-літровим 6-циліндровим мотором, який приходить на зміну моделі Series 50.

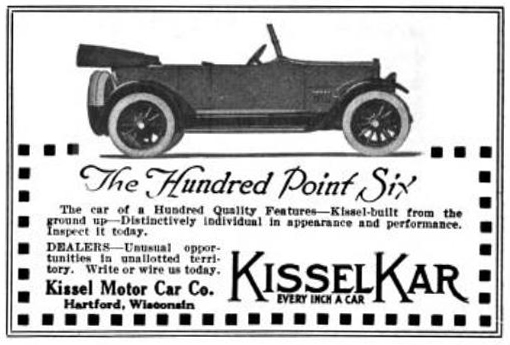
Патентований кузов автомобілів марки Kissel. Реклама 1917 року

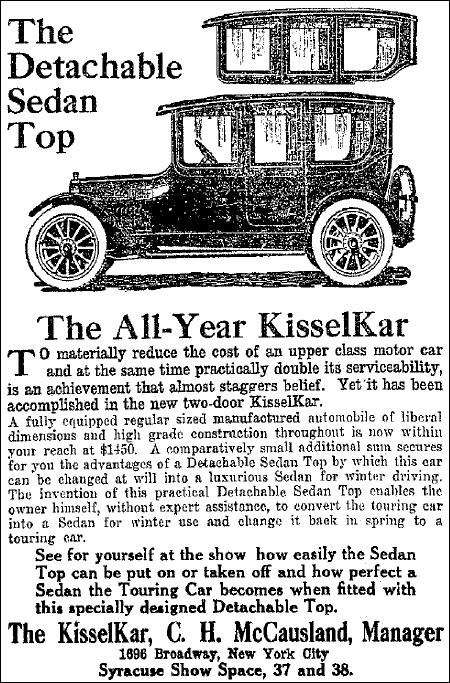
Картинка з брошури фірми

Новий 6-циліндровий мотор був побудований за моноблочним типом, якщо до цього мотори автомобілів були «квадратними», тобто діаметр поршня дорівнював його ходу, то з цього моменту фірма переходить на довгоходні мотори. У 1915 році компанія патентує конструкцію своїх нових кузовів, які назвали All-Year Models, фішка кузова полягала в тому, що верхню частину закритого кузова можна було демонтувати, і, встановивши іншу рамку лобового скла, переробити закритий автомобіль у відкритий, ці кузови встановлюються на нові моделі, які мали нові двигуни. Відкривала модельний ряд 4-циліндрова 4-36 з 5,1 л мотором, за нею слідувала 6-42 з 6-циліндровим 5,6 л мотором, 6-48 мав 6,8 л двигун, і завершувала програму 6-60 зі старим 8,2 л мотором (цей рік став останнім для цього двигуна). Коли почалася Перша світова війна, то Kissel не припинив виробництво легкових машин, але основну масу продукції становили вантажівки, які фірма почала випускати ще в 1908 році.
У 1915 році голлівудська актриса Аніта Кінг (іммігрантка з Німеччини, справжнє прізвище Кеппен), яка була завзятою автомобілісткою, вирішується першою з жінок поодинці вирушити у трансконтинентальну подорож на авто з Нью-Йорка до Лос-Анджелеса, як автомобіль для цієї поїздки вона вибирає Kissel, а супутниками її були гвинтівка та 6-зарядний револьвер. Всього на поїздку пішло 27 днів, з яких тільки один день актриса відпочивала.

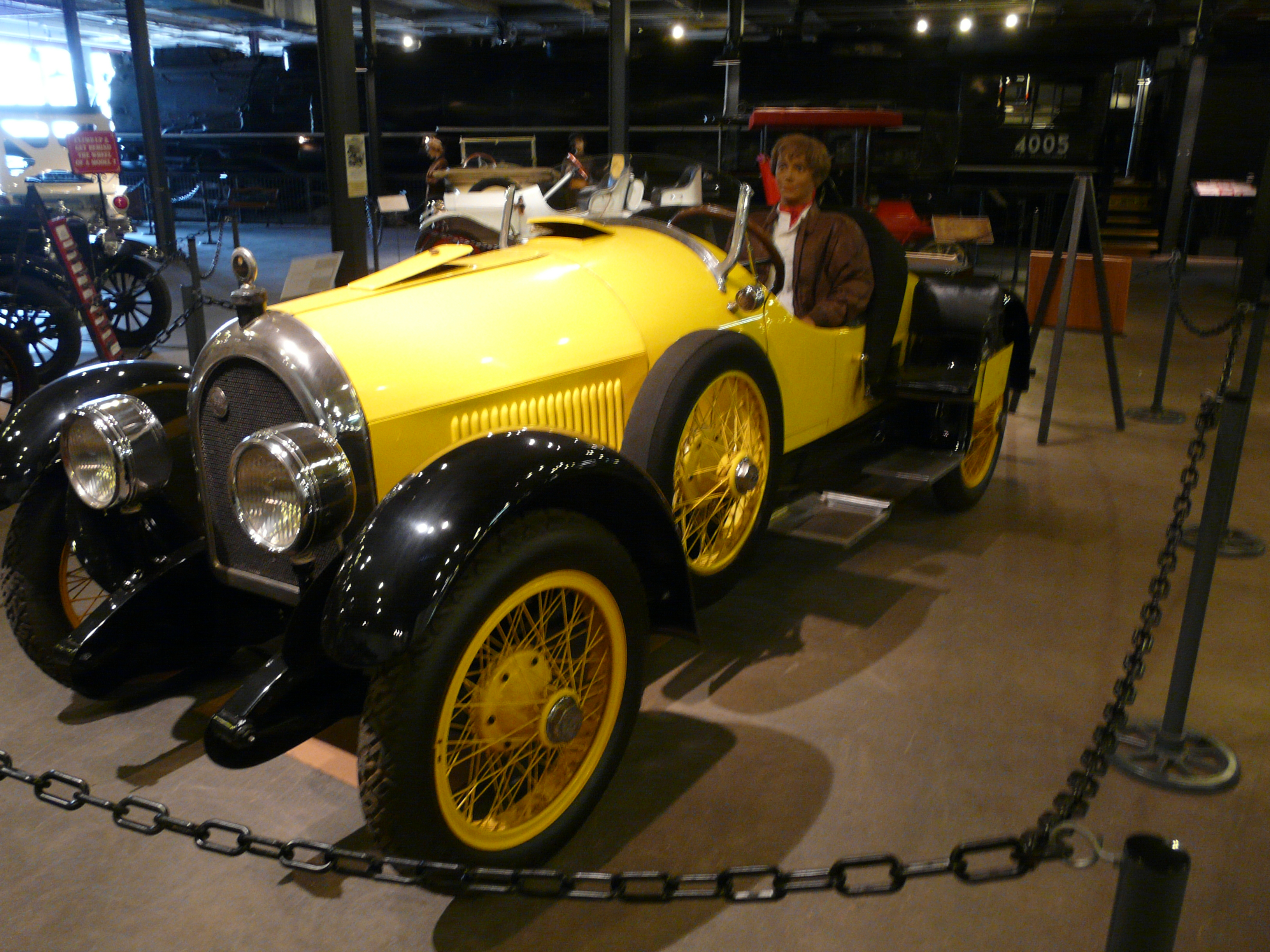
Kissel Custom Build Series 45 Speedster

У 1917 році фірма видаляє з назви бренду слово Kar, оскільки в суспільстві гуляють антинімецькі настрої, а модельний ряд легкових автомобілів змінюється, 4-циліндрові автомобілі відходять у минуле, а під капотом авто тепер можна побачити тільки як мінімум 6-циліндрові мотори. Новий Hundred Point Six мав під капотом 4,1 л двигун, потужністю 25 сил, але головною новинкою стала поява 12-циліндрової моделі Double Point з 6,4 л 40-сильним агрегатом, крім нових моторів і назв, автомобілі отримали нову форму радіатора, яка стала виглядати у формі підкови, також на пробці радіатора став красуватися римський бог Меркурій. У 1918 році фірма Kissel починає поставки повнопривідної військової вантажівки для армії США, в січні 1919 року на виставці в Чикаго дебютує нова модель Custom Silver Special, яка була названа на честь Нью-Йоркського дилера фірми — Коновера Сільвера, нова машина мала 4,7 л 41-сильний мотор і спортивний кузов, в історію ця машина увійшла як Gold Bug (Золотий Жук), завдяки своєму жовтому розфарбуванню, в який був пофарбований виставковий спідстер.
Такі ж машини собі придбали голлівудський актор Роско «Товстун» Арбакл (актор з трагічною долею) і відома американська льотчиця Амелія Мері Ерхарт, яка подорожувала на ньому по країні, і навіть відвідала на авто Канаду, а також відомий гонщик Ральф Де Пальма, оскільки машина могла розвивати до 115 км/год. Автомобілі цієї марки покривалися 22 шарами лаку, кожен з яких вручну полірувався, при цьому ціна на автомобілі не була захмарною.

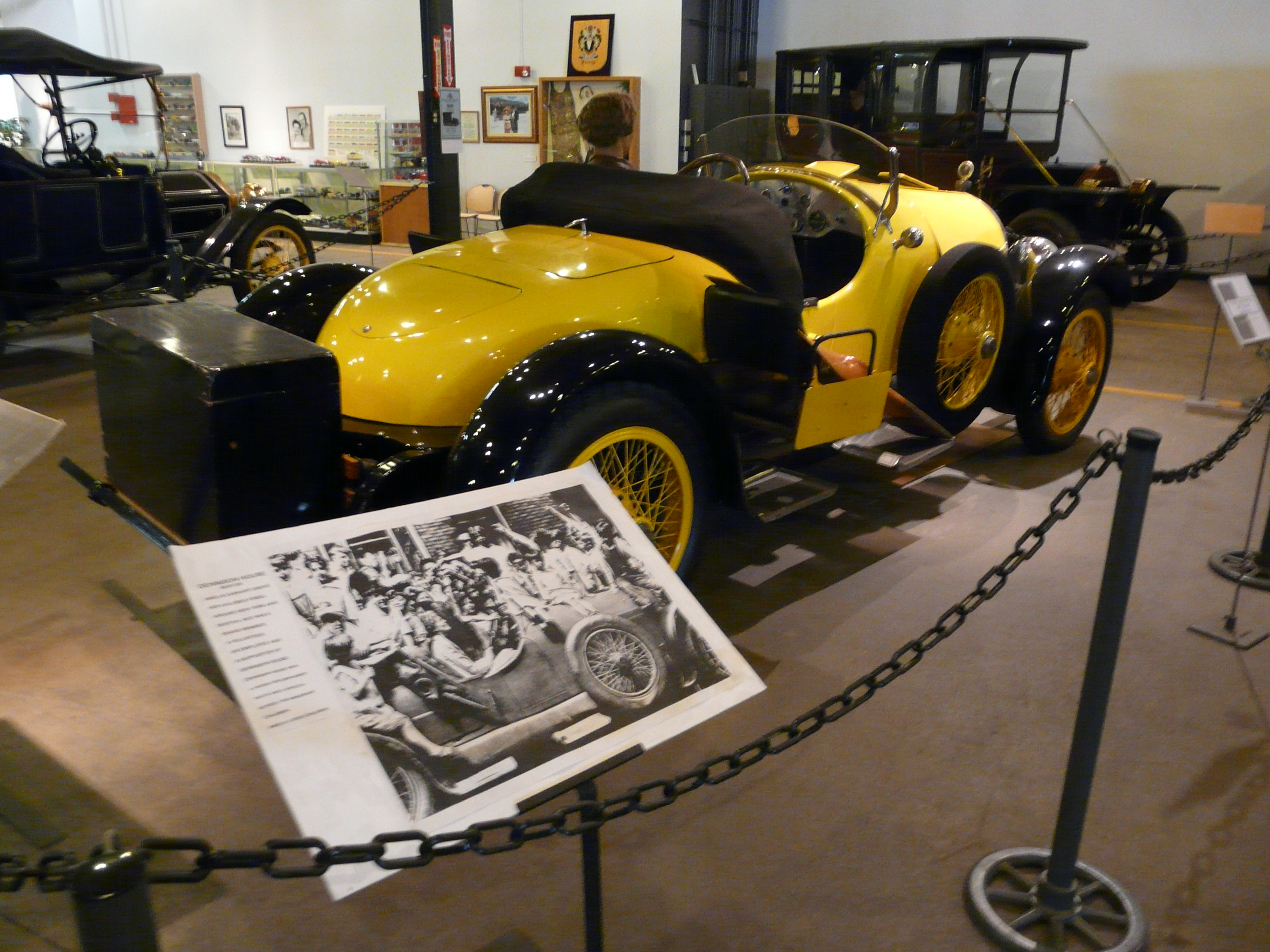
Kissel Custom Build Series 45 Speedster

У 1920 році 12-циліндрова модель знімається з виробництва, і залишається тільки 6-циліндрова модель, яку перейменовують в Custom Built Series 45. Машина з різними кузовами, головним з яких був Спідстер (у нього були сидіння, що висувалися), випускалася без всяких змін до 1924 року.

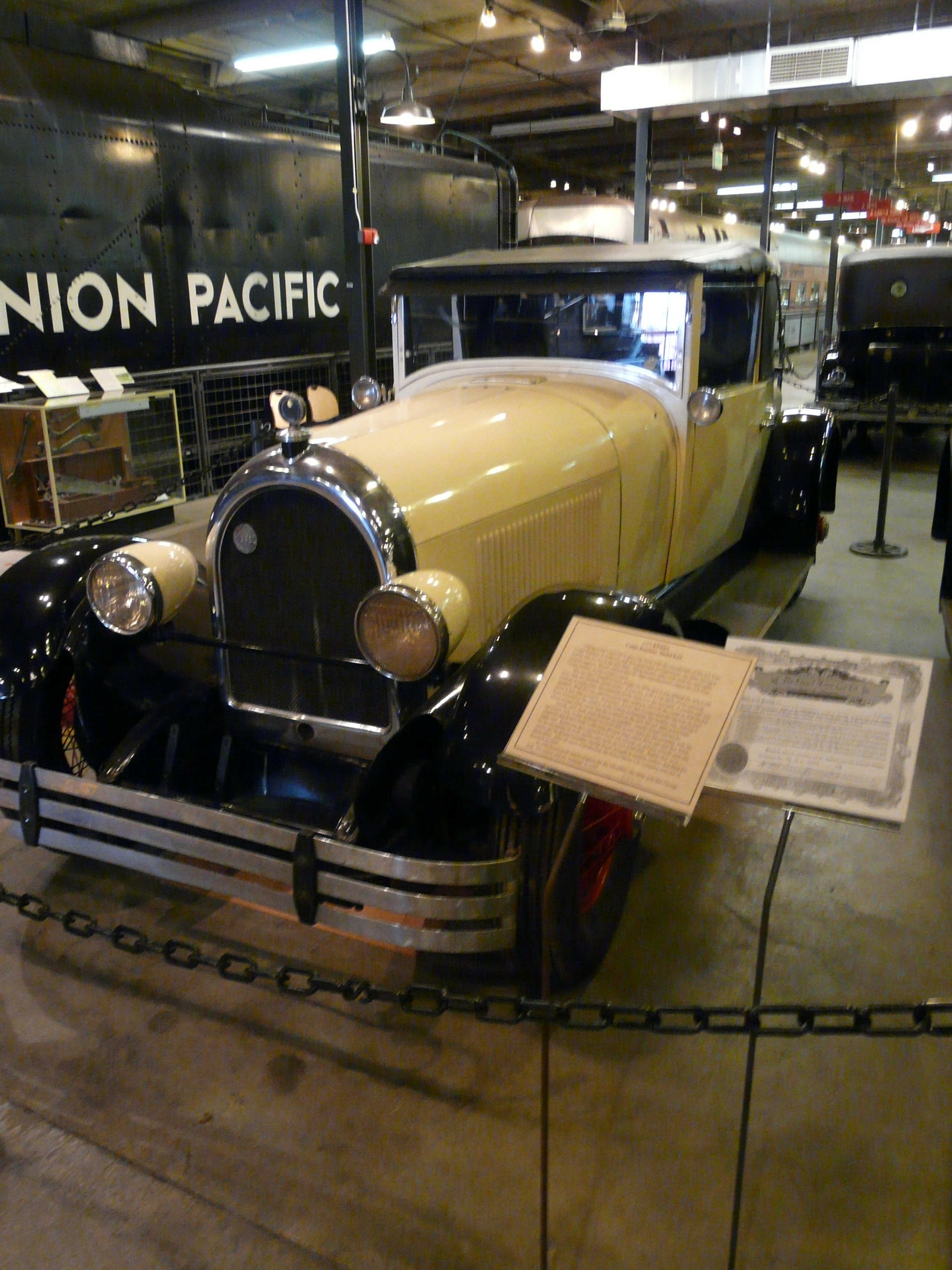
Kissel Series 55 Brougham

У 1924 році автомобілі на замовлення починають комплектуватися гідравлічними гальмами всіх коліс, також з'являється більш потужна модель Series 55, на яку встановили 4,3 л двигун, гальма з гідравлікою ставилися штатно на всі машини, і модельний ряд знову було доповнено новою машиною з 4,7 л мотором — 8-75.

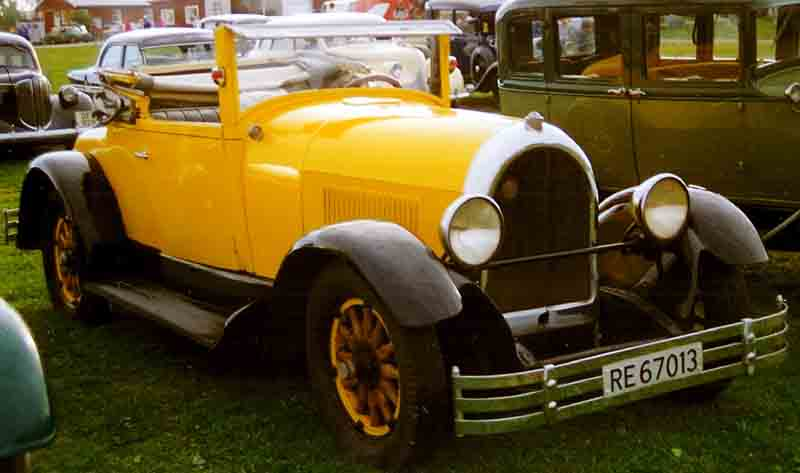
Kissel Series 8-75

Модель 8-75 була восьмициліндровою вперше в практиці фірми, цього разу компанія вирішила не конструювати все з нуля, як робила до цього. Фірма випускала до цього максимум 900 авто на рік, яка всі механізми виробляла сама, а не закуповувала на стороні, як в той час робила велика маса виробників. За основу був узятий блок мотора фірми Lycoming, верхню частину двигуна добудовували вже самі своїми зусиллями. Цей мотор розвивав 71 к.с., його агрегатували з 4-ступінчастою коробкою передач, завдяки цьому машина розвивала до 120 км/год. З появою цієї моделі продажі зросли аж вдвічі, плюс тоді ж з виробництва зняли найслабшу 4,1 л модель.
У 1927 році фірма починає випускати власними зусиллями катафалки, карети швидкої допомоги та автобуси, що також позитивно вплинуло на продажі автомобілів, в цьому ж році з'являється 4-літрова версія 8-циліндрового автомобіля 8-65. Через рік цю модель знімуть з виробництва, 6-циліндровий автомобіль отримує новий 3-літровий мотор, потужністю в 52 к.с., його назвуть 6-70, а восьмициліндрові машини будуть форсовані, 4,7 л модель буде давати тепер віддачу в 89 к.с., і називатиметься 8-80, плюс з'являється 4,9 л варіант, який дає взагалі 115 к.с., цей мотор стає найпотужнішим серед своїх однокласників.

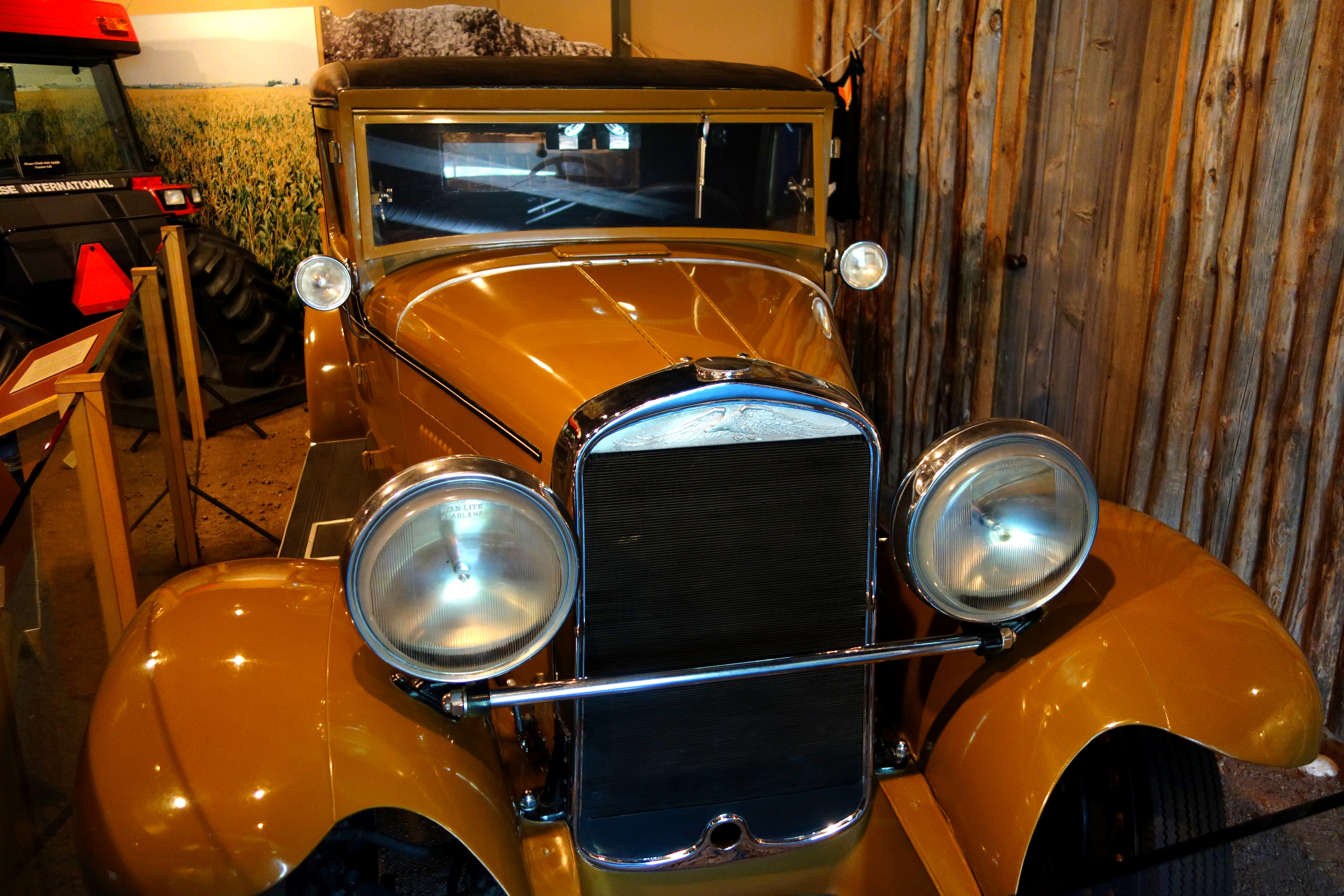
Kissel White Eagle

У 1929 році з'являється топова машина, яка носить власну назву — White Eagle, цей автомобіль оснащувався тим же 4,9 л мотором, потужністю 115 к.с., але мав багатшу обробку.
З цією машиною пішли в минуле підковоподібні решітки радіатора, однак почалася криза, і очікуваний попит не виник, фірма починає випускати таксі для фірми Bradfield Motors Inc, щоб залишитися на плаву. У 1930 році незабаром такий же дизайн передка отримують моделі 6-55 з 4,3 л мотором, 6-73 з 3-літровим, 8-95 з 4,7 л (потужність якого довели до 95 к.с.) і 8-126 з 4,9 л мотором, який і був моделлю White Eagle.

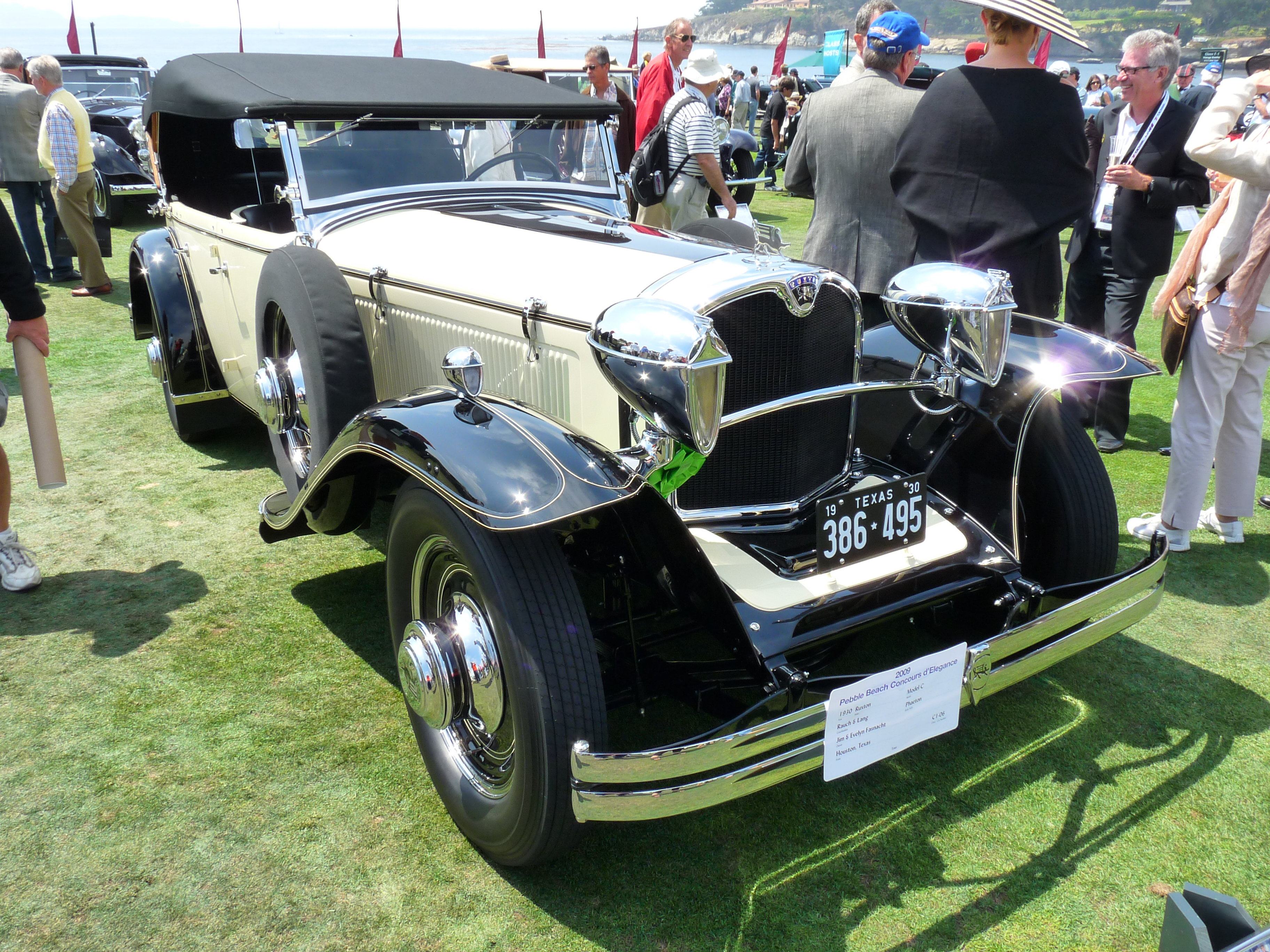
Ruxton Model C

Тим часом, щоб залишитися на плаву, фірма підписує угоду з компанією New Era Motor Co про виробництво на своїх потужностях трансмісій для автомобілів марки Ruxton, у вересні 1930 року фірма Moon Motor Co, яка належала компанії New Era Motor Co, оголошує про своє закриття, і тоді виробництво передньопривідних автомобілів марки Ruxton переноситься на завод Kissel.

## Припинення виробництва автомобілів. Закриття компанії
Тим часом Ендрюс починає проявляти надмірну увагу до компанії Kissel, тоді Джордж Кіссель, який був главою фірми на той момент, вирішує дізнатися про нього. Тут спливає історія про рейдерське захоплення фірми Moon Motors, яка буквально два місяці тому оголосила про своє банкрутство. Джордж не бажав позбуватися фірми, яку він заснував ще зі своїм батьком і братами, і починає діловодство про неспроможність фірми, 15 листопада 1930 фірму оголошують банкрутом, і, встигнувши побудувати всього 26 автомобілів для Ендрюса, фірма припиняє виробництво автомобілів.
Джордж Кіссель викуповує власну фірму, реорганізовує її в Kissel Industries, і починає виробництво двигунів для катерів, які продаються через торговельну мережу Sears, Roebuck and Co, в 1942 році Джордж Кіссель вмирає, і фірму продають West Bend Aluminum Company, яка займалася виробництвом алюмінієвого кухонного начиння, однак моторний завод фірми Kissel продовжив виробництво катерних моторів, які продавалися під марками Elgin, West Bend і Shark, і в 1965 році фірма Chrysler викупила моторне відділення фірми, яке поступово припинило виробництво моторів, і стала просто дистриб'юторським центром корпорації Chrysler.

## Список автомобілів Kissel
- 1907 — Kissel Kar Model C
- 1908 — Kissel Kar 6-60
- 1910 — Kissel Kar LD10
  - Kissel Kar D10
  - Kissel Kar F10
  - Kissel Kar G10
- 1911 — Kissel Kar G11
  - Kissel Kar LD11
  - Kissel Kar D11
  - Kissel Kar F11
- 1912 — Kissel Kar Series 30
  - Kissel Kar Series 40
  - Kissel Kar Series 50
  - Kissel Kar Series 60
- 1914 — Kissel Kar Series 48
- 1915 — Kissel Kar 4-36
  - Kissel Kar 6-42
  - Kissel Kar 6-48
  - Kissel Kar 6-60
- 1917 — Kissel Hundred Point Six
  - Kissel Double Point
- 1918 — Kissel Custom Silver Special
- 1920 — Kissel Custom Build Series 45
- 1924 — Kissel Series 55
  - Kissel Series 8-75
- 1927 — Kissel Series 8-65
  - Kissel Series 6-70
  - Kissel Series 8-80
- 1929 — Kissel White Eagle
- 1930 — Kissel Series 6-55
  - Kissel Series 6-73
  - Kissel Series 8-95
  - Kissel Series 8-126